# Ын Яньи
Ын Яньи́ (иер. трад. 吴丽颐; род. 11 июля 1993, Куала-Лумпур) — малайзийская прыгунья в воду, участница двух летних Олимпийских игр, трёхкратный серебряный призёр летних Азиатских игр в синхронных прыжках с трамплина, четырёхкратная чемпионка Игр Юго-Восточной Азии.

## Спортивная биография
В детстве Ын занималась художественной гимнастикой. В 13 лет Яньи перешла в прыжки в воду. Свои занятия Ын проводила в бассейне Тун Разак. На первых же своих крупных соревнованиях Ын смогла стать призёром. В 2009 году 15-летняя малайзийская прыгунья в паре с Лян Минью стала победительницей Игр Юго-Восточной Азии в синхронных прыжках с 3-метрового трамплина. В 2010 годы Ын выступила на 19-х Играх Содружества в Дели. В одиночных прыжках с 3-метрового трамплина малайзийка стала 8-й, а в синхронных вместе с Лян Минью заняла 6-е место. На летних Азиатских играх 2010 года Ын и Лян стали серебряными призёрами в синхронных прыжках, предсказуемо уступив китайскому дуэту Ши Тинмао/Ван Хань. Игры Юго-Восточной Азии 2011 года прошли при полном доминировании малайзийских спортсменов, которые выиграли всё золото в женских прыжках. В одиночных прыжках Ын Яньи стала второй, уступив лишь Чёнг Юн Хунг, а затем в паре с Лян Минью повторила результат двухлетней давности, вновь став первой в синхронных прыжках с трамплина. В рамках чемпионатов мира Ын дебютировала в 2011 году на первенстве в китайском Шанхае. В одиночных прыжках с трёхметрового трамплина Яньи не смогла пробиться даже в полуфинал, став по итогам предварительного раунда лишь 36-й. В синхронных прыжках Ын и Лян смогли выйти в решающий раунд, но составить конкуренцию лидерам им не удалось. По итогам финала малайзийский дуэт занял только 10-е место.
В 2012 году Ын дебютировала на летних Олимпийских играх в Лондоне. Малайзийская прыгунья приняла участие в одиночных прыжках с трёхметрового трамплина. На предварительном раунде Ын набрала 257,85 балла, но этого результата хватило только на то, чтобы занять 24-е место, которое не позволило ей участвовать в полуфинале Олимпийского турнира. На чемпионате мира 2013 года в Барселоне Ын смогла пробиться в полуфинал одиночных прыжков, где с результатом 275,50 заняла 17-е место. Также малайзийская прыгунья должна была выступить в синхронных прыжках в паре с Чёнг Юн Хунг, но в последний момент тренер национальной сборной заменил её на Панделелу Ринонг, которая по итогам соревнований заняла 5-е место. На Играх Юго-Восточной Азии 2013 года Ын в одиночных прыжках вновь уступила Чёнг Юн Хунг, а затем вместе с ней стала победительницей в синхронных прыжках. В 2014 году Ын была близка к завоеванию медалей Игр Содружества, но стала только 4-й в одиночных прыжках. На летних Азиатских играх 2014 года Ын и Чёнг стали серебряными призёрами в синхронных прыжках, уступив китайскому дуэту Ши Тинмао/У Минься.
На чемпионате мира 2015 года в Казани Ын смогла с 11-го места пробиться в финал личных прыжков с трёхметрового трамплина. В решающем раунде малайзийская прыгунья набрала сумму очков, равную 311,10, и заняла высокое 8-е место. Этот результат принёс Малайзии квоту на участие в прыжках с трамплина на летних Олимпийских играх 2016 года. В синхронных прыжках Ын вместе с Нур Дабитах Сабри также пробилась в финал, где малайзийский дуэт стал 8-м. Играх Юго-Восточной Азии 2015 года прошли по сценарию двухлетней давности. Ын в одиночных прыжках вновь уступила Чёнг Юн Хунг, а затем вместе с Нур Дабитах Сабри стала победительницей в синхронных прыжках.
Летом 2016 года Ын Яньи приняла участие в своих вторых Олимпийских играх. Ын приняла участие только в индивидуальных прыжках с 3-метрового трамплина. В квалификационном раунде малайзийская прыгунья только с 17-го места смогла пройти в следующий раунд, зато в полуфинале она показала 5-й результат. В решающем раунде Ын Яньи не смогла составить конкуренцию лидерам соревнований и, набрав по итогам пяти прыжков 306,60 балла, заняла итоговое 10-е место.
Вернувшись в прыжки после дисквалификации Ын Яньи выступила на летних Азиатских играх, где стала серебряным призёром в синхронных прыжках с трёхметрового трамплина в паре с Нур Сабри.

## Допинг
В октябре 2017 года стало известно, что допинг-проба малайзийской спортмсенки, взятая во время Игр Юго-Восточной Азии дала положительный результат на сибутрамин. В результате Ын Яньи была лишена двух золотых медалей, завоёванных на этих Играх. В марте 2018 года было объявлено, что спортменка была дисквалифицирована на 8 месяцев. Срок дисквалификации начался в августе 2017 года и закончился в апреле 2018.